# Too Much Too Young (The Specials)
Too Much Too Young - The Special A.K.A. Live is een live-ep uit 1980 van de Britse skaband The Specials met vermelding van de vorige groepsnaam en met medewerking van trombonist Rico Rodriguez. Op de oorspronkelijke release is de voorkant toegeschreven aan 'The Special A.K.A. featuring Rico', en de achterkant gewoon aan The Specials.   De vijf nummers tellende ep is tevens de derde single van de band en werd 11 januari 1980 uitgebracht door 2 Tone. 

## Achtergrond
Too Much Too Young en Guns of Navarone zijn opgenomen in Londen, en de Skinhead Symphony (een medley bestaande uit Longshot Kick De Bucket, The Liquidator en Skinhead Moonstomp) in Coventry waar The Specials en hun 2 Tone-label zijn ontstaan. Rico Rodriguez speelt mee op Guns of Navarone (met trompettist Dick Cuthell) en Long Shot Kick De Bucket.
Too Much Too Young is een bewerking van Birth Control van de Jamaicaanse zanger Lloyd Charmers en spreekt zich uit tegen tienerzwangerschappen.
The Specials namen het oorspronkelijk op voor hun titelloze debuutalbum uit 1979 en klonk trager dan de uiteindelijke live-versie. Over het lied heerst het misverstand dat de BBC het nummer zou hebben geboycot vanwege de laatste zin "Try wearing a cap!" ("Draag een condoom!"), maar deze werd enkel afgebroken in Top of the Pops.
Desondanks stond Too Much Too Young in februari 1980 twee weken bovenaan de Britse hitlijsten. Twee keer eerder was dit een ep gelukt; Chuck Berry's My Ding-a-Ling in 1972 (ook live opgenomen), en Demis Roussos' Phenomenon EP in 1976. Met een speelduur van 2:04 was Too Much Too Young ook de kortste Britse nr.1-hit van 1980.
Speciaal voor Record Store Day werd in 2012 The Specials EP Live uitgebracht, bestaande uit Too Much Too Young, Nite Klub, Gangsters en Guns of Navarone. Deze nummers waren opgenomen tijdens de tournee van 2011.

## Invloed
- In 1995 ging de Ierse musical Too Much Too Young in première; deze ging echter over drie fans van Madness die herinneringen ophalen aan het concert dat deze ska-/popband in 1980 gaf in Dublin.
- Too Much Too Young  (of 2 Much 2 Young) is ook de naam van een tribute-band die nummers speelt uit de succesjaren 1979-1981 van de ska-revivalbands.

## Tracklijst
Side A
1. "Too Much Too Young" (Jerry Dammers, Lloyd Charmers) - 2:04
2. "Guns of Navarone" (Dimitri Tiomkin, Webster) - 2:25

Side B - Skinhead Symphony
1. "Long Shot Kick De Bucket" (George Agard, Sydney Crooks, Jackie Robinson) - 3:10
2. "The Liquidator" (Harry Johnson) - 1:15
3. "Skinhead Moonstomp" (Roy Ellis, Monty Naysmith) - 2:11